# Acacia pubirhachis
Acacia pubirhachis é uma espécie de leguminosa do gênero Acacia, pertencente à família Fabaceae.